# Casa de huéspedes Rockefeller
La casa de huéspedes Rockefeller (en inglés, Rockefeller Guest House) es un edificio en 242 East 52nd Street en los vecindarios de East Midtown y Turtle Bay de Manhattan en la ciudad de Nueva York (Estados Unidos). Está situada en la acera sur de la calle 52 entre la Segunda Avenida y la Tercera Avenida, fue diseñada por Philip C. Johnson y su construcción terminó en 1950. Fue construida como una casa de huéspedes para la filántropa Blanchette Rockefeller, que estaba casada con John D. Rockefeller III. Fue el único diseño de Johnson de una residencia privada en Nueva York.
El edificio de dos pisos tiene una fachada simétrica de ladrillo a nivel del suelo y vidrio arriba. El primer piso es de ladrillo rojo oscuro en enlace flamenco. El segundo está formado por seis paneles de vidrio translúcido divididos por cuatro barras de acero. Johnson diseñó el interior de con una sala de estar y un comedor frente a la calle 52, así como un dormitorio en la parte trasera. Estos están separados por un jardín al aire libre con una piscina, separados de cualquiera de las habitaciones por paredes totalmente acristaladas.
Johnson fue contratado en 1948 por Blanchette Rockefeller, quien quería un edificio separado para almacenar su colección de arte moderno, pues esa no era del gusto de su esposo. La casa fue construida entre 1949 y 1950 e inicialmente albergó muchas funciones para el Museo de Arte Moderno (MoMA), del cual Blanchette Rockefeller fue mecenas. Fue donada al MoMA en 1955 y luego fue ocupada por varios residentes, incluido el propio Johnson entre 1971 y 1979. Se vendió en 1989, convirtiéndose en la primera casa en venderse en una subasta de arte en Nueva York. La Comisión de Preservación de Monumentos Históricos de la Ciudad de Nueva York la designó monumento oficial en 2000.

## Sitio
Está situada en 242 East 52nd Street en los vecindarios de East Midtown y Turtle Bay de Manhattan en la ciudad de Nueva York. Está a lo largo de la acera sur de la calle 52 entre la Segunda Avenida y la Tercera Avenida. El terreno tiene un área de 232 m², una fachada de 8 m largo en la calle 52, y una profundidad de 30 m. Los edificios cercanos incluyen el 312 y 314 East 53rd Street, una cuadra al noroeste y el 303 East 51st Street, una cuadra al sureste.
A principios del siglo XX, una gran parte de la población de Turtle Bay estaba involucrada en las artes o la arquitectura, y se construyeron estructuras como el Beaux-Arts Institute of Design y los edificios residenciales de Beaux-Arts Apartments y de Turtle Bay Gardens. La renovación de William Lescaze de una casa de piedra rojiza existente en la calle 48, y su posterior conversión en la Casa Lescaze, inspiraron renovaciones similares a otras estructuras en el vecindario. El sitio específico de la casa de huéspedes Rockefeller había sido ocupado anteriormente por dos estructuras construidas hacia 1870. Según el arquitecto, Philip Johnson, había una pequeña casa en la parte trasera y una cochera en la parte delantera, separadas por "un espacio y un parche de maleza".

## Diseño
La casa de huéspedes Rockefeller, diseñada por Philip Johnson y terminada en 1950, fue uno de los primeros diseños del arquitecto en la ciudad de Nueva York, así como su único diseño de una residencia en la ciudad. Cuando se encargó la casa de huéspedes Rockefeller, Johnson aún no era un arquitecto con licencia en el estado de Nueva York, pero ya era un destacado defensor del estilo internacional de arquitectura. Frederick C. Genz, arquitecto de la firma de Johnson, fue el arquitecto asociado. Murphy-Brinkworth Construction Corp fue el contratista general y muchos otros ingenieros y contratistas participaron en la construcción del edificio.
La fachada de dos pisos en la calle 52 está hecha de ladrillo rojo oscuro, metal negro y placas de vidrio. Según Johnson, construyó el segundo piso solo para dar la impresión de altura, ya que sintió que "no tiene sentido hacer una casa de un piso en Nueva York; se vería todo mal". Como dijo Johnson en los años 1970: "La azotea de la casa no existe para mí". La disposición interior se inspiró en las "court houses" (sin construir) de Ludwig Mies van der Rohe en los años 1930. Johnson también fue influenciado por los diseños de Van der Rohe para los edificios en el campus del Instituto de Tecnología de Illinois. Además, la cochera anterior y la residencia en el sitio inspiraron el jardín al aire libre de la casa, que se coloca entre la sala de estar/comedor interior en la parte delantera y el dormitorio en la parte trasera.

### Fachada

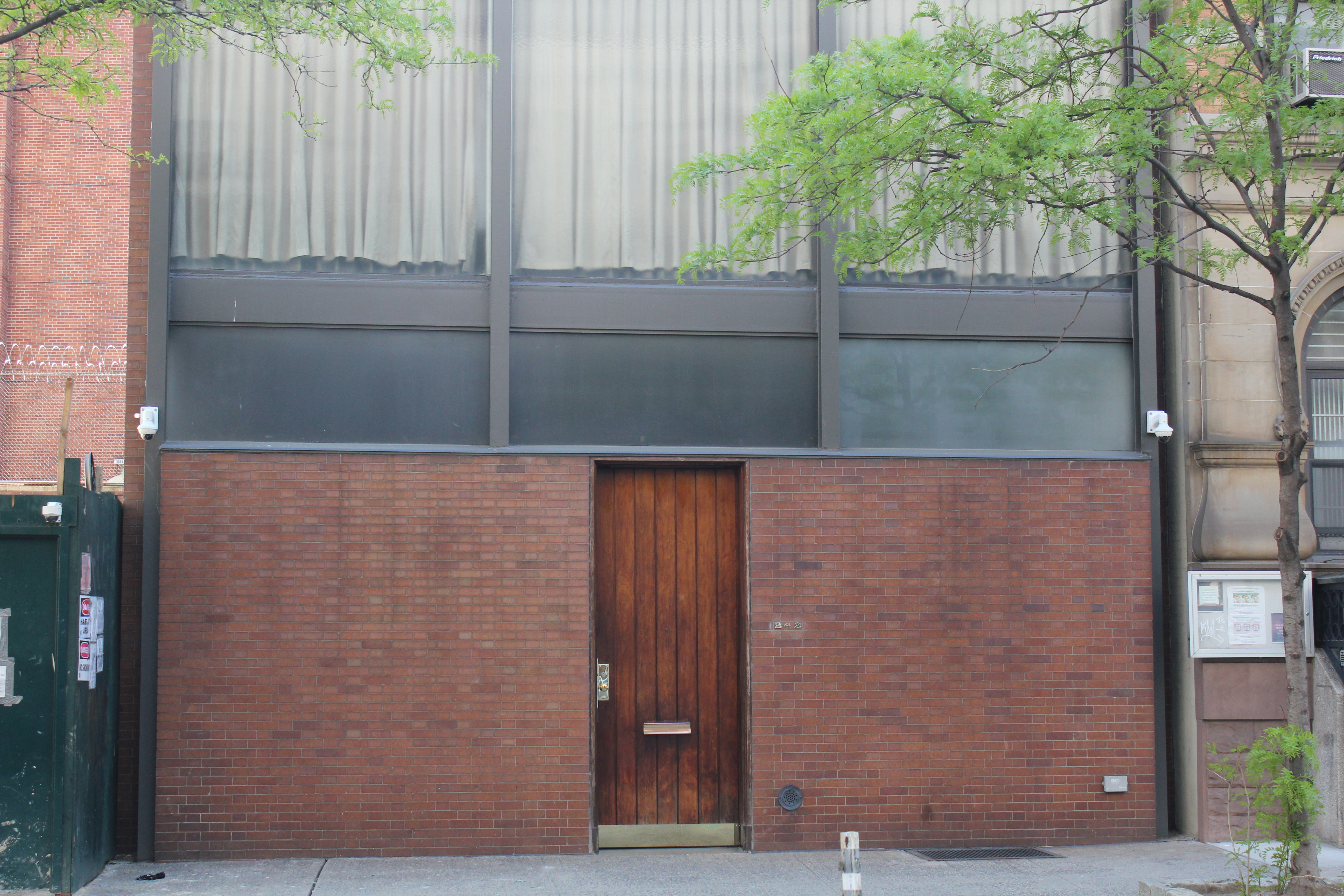
Detalle de la entrada

Gran parte del primer piso a lo largo de la calle 52 está revestido con ladrillo rojo en flamenco de aparejos y mortero. Este material se utilizó para complementar el edificio de la escuela inmediatamente al este, que fue demolido después de 2019 La pared de ladrillos de la casa de huéspedes mide unos 3 m altura y se extiende hasta la línea del lote. La pared de ladrillos está flanqueada por una tira de metal a cada lado, que separa la fachada principal de las paredes oeste (derecha) y este (izquierda), que en su mayoría están compuestas por paredes de ladrillo liso. En el centro de la fachada de la calle 52 hay una puerta de madera que es tan alta como la pared de ladrillos circundante. Esta puerta se compone de siete tablones verticales, un ojo y una ranura para buzón. La puerta está rodeada por un marco de madera. Hay dígitos de bronce "2 4 2" en la pared de ladrillos a la derecha de la puerta.
El tramo superior del primer piso, así como todo el segundo piso, está formado por seis paneles de ventanas translúcidas, divididos en tres tramos por cuatro vigas verticales de acero. Las dos vigas exteriores en cada extremo de la fachada se elevan desde el suelo hasta el techo, mientras que las dos interiores se elevan desde la parte superior de la pared de ladrillos hasta el techo. Sobre el primer piso, cada una de las vigas verticales tiene una sección en H saliente, a la que se sueldan enjutas horizontales de metal. Las ventanas del triforio del primer piso están debajo de las enjutas, mientras que las ventanas del segundo piso están encima. Las ventanas del segundo piso miden aproximadamente 3 m de altura. Se colocaron cortinas pesadas en el segundo y en el primer piso, lo que daba la impresión de que sus ventanas eran de una sola altura. El techo de la casa de huéspedes tiene una valla de metal, que va de oeste a este y está un poco detrás de la línea del techo en la calle 52. También hay tuberías, una unidad de ventilación y una chimenea en el techo.

### Interior
Johnson diseñó el interior con una sala de estar y un comedor frente a la calle 52, así como el dormitorio en la parte trasera. Estos están separados por un jardín atrio al aire libre, separados de cualquiera de las habitaciones por paredes totalmente acristaladas. La casa estaba equipada con un sistema de calefacción en los pisos y el techo, y los muebles fueron diseñados para combinar con el carácter de la casa. El interior era de diseño minimalista, con suelos de linóleo y paredes de ladrillo liso. El yeso se retiró de las paredes de ladrillo existentes, que luego se pintaron de blanco, sirviendo de fondo para la colección de la mecenas de la casa, Blanchette Ferry Rockefeller. El esquema de color en blanco y negro estaba destinado a complementar la colección de arte del propietario en lugar de competir con ella. La falta de yeso en las paredes, aunque inusual cuando se construyó, se convirtió luego en algo común en las casas adosadas de Manhattan. Se instalaron en el techo luminarias empotradas, diseñadas por el consultor de iluminación Richard Kelly,
La sala de estar está diseñada como una sala de 11,0 por 7 m con una gran chimenea. Se colocó un gabinete de almacenamiento de nogal en el frente de la entrada principal, y una escalera al segundo piso estaba a la derecha. La casa originalmente tenía una pequeña cocina en la sala de estar, inmediatamente a la derecha de la entrada principal, detrás de una mampara que se podía cerrar cuando no se usaba la cocina. Posteriormente, la cocina se trasladó al sótano. Dos dormitorios más pequeños y dos baños se colocan sobre la sala de estar/comedor. Los dormitorios del segundo piso dan al jardín. En la parte trasera de la casa están el dormitorio principal, el vestidor y el baño. Las habitaciones del frente y el dormitorio trasero están separados del jardín por láminas de vidrio de altura completa. Fuera de la sala de estar, frente al jardín, hay un patio debajo de un toldo de vidrio.
El jardín entre la sala de estar/comedor y el dormitorio consta de un estanque al aire libre, que ocupa todo el ancho del lote. Tres "piedras" rectangulares de travertino en el estanque sirven como pasarela. Esta pasarela, iluminada por artefactos submarinos durante la noche, estaba destinada a inspirar "un sentido de aventura". Una cascada en el jardín servía para proteger la sala de estar/comedor y el dormitorio. La cascada se alimentaba con una tubería sobre el patio, y también se plantó un árbol de loto en la piscina. El jardín tenía el modelo de los "juzgados" de Mies, así como el diseño de George Nelson de la residencia Sherman M. Fairchild en 17 East 65th Street, pero se diferenciaba tanto de los "juzgados" de Mies como de la residencia Fairchild en que el jardín era al aire libre. El diseño de Johnson también se basó en motivos romanos antiguos.

## Historia
Blanchette Ferry Hooker nació en 1909 de Elon Huntington Hooker y Blanche Ferry, y se convirtió en parte de la familia Rockefeller en 1932 después de casarse con John D. Rockefeller III. Blanchette luego se convirtió en mecenas del Museo de Arte Moderno (MoMA), que había sido cofundado por Abby Aldrich Rockefeller, su suegra. En los años 1940, Blanchette y John III vivían en One Beekman Place en Turtle Bay, a varias cuadras la cadsa de huéspedes Rockefeller. Hacia el final de esa década, Blanchette comenzó a coleccionar arte moderno. El entusiasmo de Abby y Blanchette por el arte moderno no fue compartido ni por John III ni por su padre John D. Rockefeller Jr. Mientras que Abby había convertido el último piso de su casa en 10 West 54th Streeten un salón privado, Blanchette quería una estructura independiente para exhibir obras de arte y recibir invitados. Philip Johnson, quien fue el arquitecto no oficial del MoMA durante su carrera, también vivía en Turtle Bay, habiendo residido allí durante más de tres décadas desde al menos 1930.

### Construcción

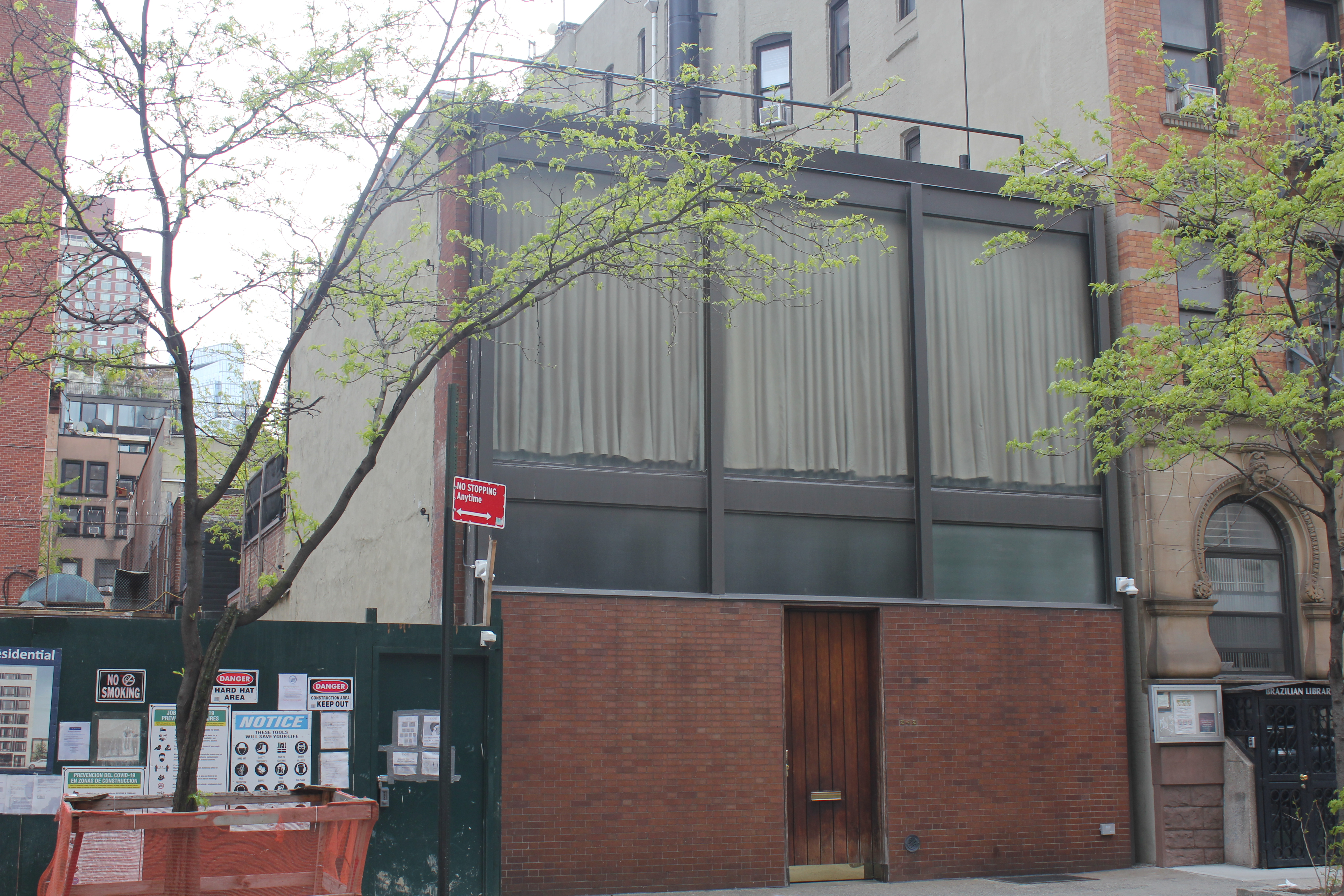
Visto en abril de 2021

The Empire Mortgage Company, agente de la familia Rockefeller, compró el lote de 25 por 100 pies en 242 East 52nd Street en junio de 1948. El lote estaba a medio camino entre la casa de Blanchette Rockefeller y el MoMA. Blanchette encargó a Johnson que construyera la casa de huéspedes Rockefeller en el sitio. En ese momento, el lote estaba ocupado por una casa de cuatro pisos. Johnson demolió la mayor parte de la estructura existente a excepción de las paredes de ladrillo a ambos lados del lote. En diciembre de 1948, se presentaron ante el Departamento de Edificios de la ciudad de Nueva York los planes para una modificación del edificio existente. Frederick C. Genz fue catalogado como el arquitecto de la renovación, que debía costar 64 000 dólares. El proyecto fue etiquetado como una alteración porque las paredes exteriores de la estructura existente debían permanecer.
La obra comenzó a principios de 1949. En su proceso de diseño y construcción, el proyecto se denominó Casa O'Hare. En septiembre de ese año, The New York Times informó que la casa estaba casi terminada. Blanchette y John III tenían la intención de seguir residiendo en One Beekman Place y, según un portavoz de la familia Rockefeller, deseaban llamar a la estructura un "adjunto" en lugar de una casa de huéspedes. Según la North American Newspaper Alliance, la casa de huéspedes "excluye cualquier tipo de invasión de los Elks por parte de las 47 Hookers y 48 Rockefeller que figuraron como asistentes a la boda de la pareja en 1932". La casa se completó en 1950.

### Desde 1950 hasta 1970
La casa se abrió al público general en 1954, cuando se exhibió una exposición de obras de jóvenes artistas en beneficio del Consejo Juvenil del MoMA. Posteriormente, se convirtió en un destino popular. Se utilizó de manera informal como una extensión de las operaciones del MoMA, organizando fiestas, así como para el personal y los comités de fideicomisarios. Fue mantenida por "un mayordomo llamado Charles", que organizó los eventos del MoMA. John Rockefeller III asistió a varias de las fiestas y una vez pasó la noche con los hijos de la pareja, a pesar de que no le gustaba el arte moderno. John III llegó a expresar su remordimiento por dejar que Blanchette pasara tanto tiempo operando la casa de huéspedes. Los Rockefeller acordaron donarla casa al MoMA en 1955. La donación se concretó en 1958 e incluyó el mobiliario original. Bajo la operación del MoMA, la casa de huéspedes Rockefeller acogió eventos como una selección de la colección de Walter Bareiss en 1958 y una exhibición de la colección Hames Thrall Soby en 1961.
En abril de 1962, el MoMA acordó vendérsela a Robert C. Leonhardt y su familia por 100 000 dólares. La venta no se publicitó hasta febrero de 1964, cuando The New York Times informó que la familia Leonhardt planeaba mudarse a la casa en mayo. La finalización de la sala de fundadores en el campus principal del MoMA, para entonces, había hecho que la casa de huéspedes Rockefeller no fuera necesaria para las funciones del MoMA. La familia Leonhardt usó la casa de huéspedes como un pied-à-terre, con su casa principal en Long Island.
Robert Leonhardt murió en 1971, y su esposa Lee Sherrod deseaba encontrar un inquilino para la casa. El mismo año, Johnson y su socio David Whitney alquilaron la casa. Johnson y Whitney se mudaron a la casa el mismo año,y residieron en ella hasta 1979. Johnson volvió a pintar las paredes de verde a blanco, quitó las cortinas de pelo de cabra originales y compró muebles móviles. Además, la pareja presentó obras contemporáneas de artistas como John Chamberlain, Roy Lichtenstein y Frank Stella. El amigo de Whitney, Andy Warhol, describió la vivienda de la pareja como algo parecido a "vivir en un loft".

### Desde 1980 hasta hoy
Robin Symes, un comerciante de antigüedades de Londres, compró la casa en 1979. Según el amigo de Symes, Christo Michailidis, se habían "enamorado" de ella y encontraron que era un buen lugar para guardar su colección de muebles art déco. Symes amuebló la casa de huéspedes con obras de Pierre Legrain, Eileen Gray y Émile-Jacques Ruhlmann. En marzo de 1989, solo vivía en la casa 20 días al año y trató de venderla. Se asignó la venta al subastador Sotheby's, aunque nunca antes había vendido una casa en una subasta de arte. La casa también fue la primera en venderse en una subasta de arte en Nueva York. Sotheby's acordó venderla porque, según la presidenta de Sotheby's, Diana D. Brooks, "es una casa unifamiliar rediseñada por Philip Johnson". Symes también quería vender los muebles de la casa, que se esperaba que se vendieran por 2 a 3 millones de dólares, en comparación con la casa en sí, que tenía un precio proyectado de 1,5 a 2 millones de dólares.
La casa finalmente se vendió por 3,5 millones de dólares a un "comprador extranjero", mientras que la colección obtuvo 4,3 millones. La subasta atrajo a nueve interesados, incluido uno que estaba cruzando el Túnel Holland mientras realizaba su oferta y descubrió que la casa ya estaba vendida cuando salió. Posteriormente, se reveló que el comprador era el fideicomisario del MoMA, Ronald Lauder. En 1996, el arquitecto Robert A. M. Stern había sugerido que la casa de huéspedes Rockefeller era un candidato viable para el estatus de hito oficial. La Comisión de Preservación de Monumentos Históricos de la Ciudad de Nueva York (LPC, por sus siglas en inglés) había celebrado audiencias en 1993 para designar la casa de huéspedes como un lugar emblemático, pero la designación no se concedió en ese momento.
A mediados de los años 1990, Anthony d'Offay la compró. Cuando era dueño de la casa, d'Offay montó algunas piezas de Warhol en las paredes. Este tenía previsto venderla en mayo de 2000. El mes siguiente, el subastador Christie's esta alcanzó un valor de 10,1 millones de dólares. La LPC designó la casa de huéspedes Rockefeller como un hito de la ciudad el 5 de diciembre de 2000. Al mismo tiempo, el comprador adquirió la casa por 11,16 millones de dólares, o 42 890 dólares por m², lo que la convierte en la transacción inmobiliaria más cara por metro cuadrado en la historia de la ciudad de Nueva York. El comprador anónimo apoyó la designación histórica, considerando la casa como una "obra de arte", según su abogado. La revista The New Yorker que el comprador era Lauder.

## Recepción de la crítica

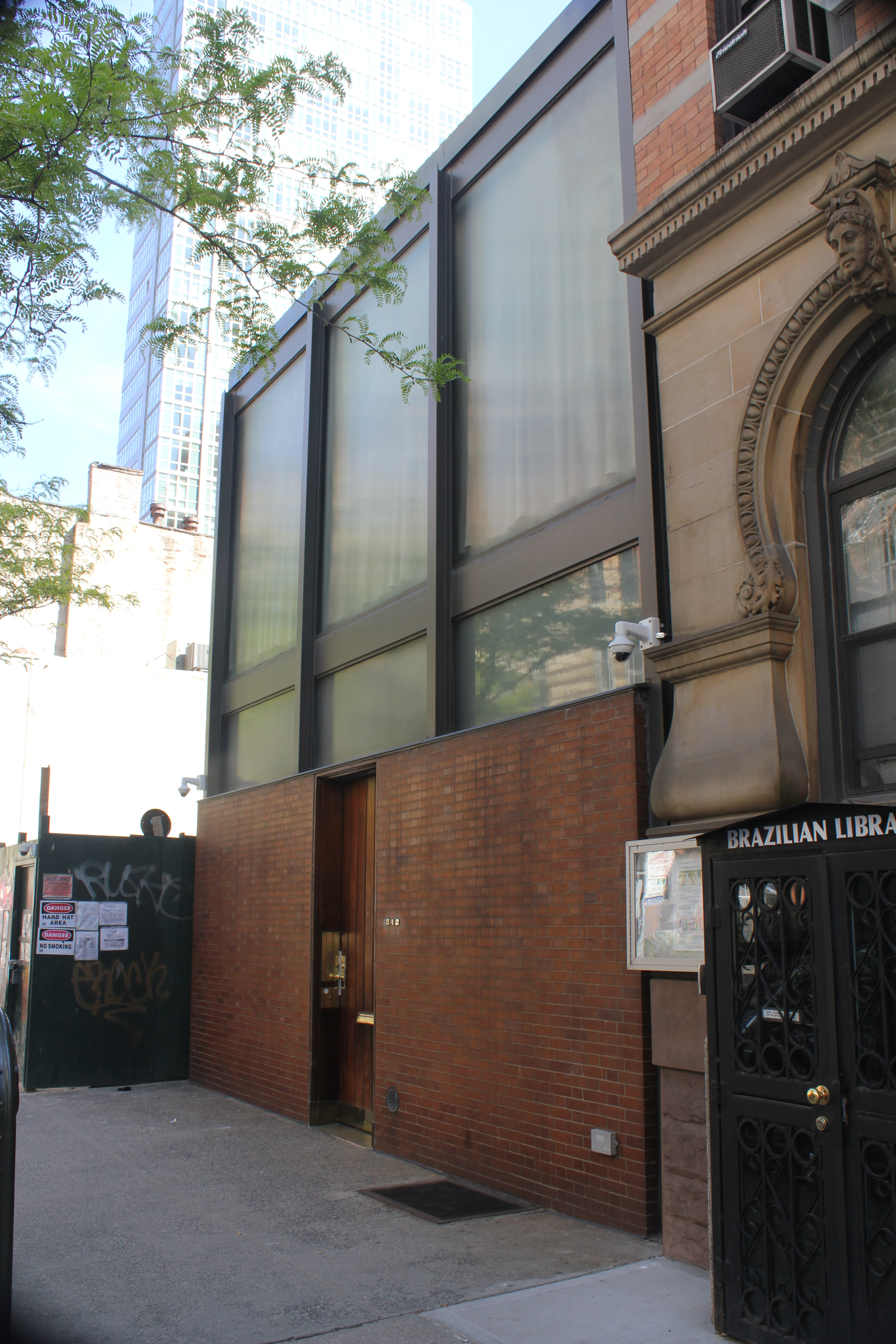
Visto a la derecha

La casa de huéspedes Rockefeller recibió una amplia cobertura en medios como Architectural Review, Interiors y The New York Times cuando se completó. La revista House and Home, en 1955, describió la sala de estar como una "obra maestra de moderación", que en su forma sobria ayudó a mostrar la riqueza de John III. En una guía de 1961 publicada por el MoMA, Ada Louise Huxtable caracterizó la casa como "una casa hermosa y poco convencional diseñada dentro de las limitaciones del lote urbano estrecho convencional", cuyos materiales seguían siendo "familiares y urbanos" en contraste con otras estructuras modernistas como la Casa Lescaze. Cuando se vendió la casa en 1964, el Times la describió como "uno de los diseños más llamativos de Johnson". A pesar de esto, la casa de huéspedes Rockefeller era relativamente anodina; en 2017, la revista New York Times Magazine la describió como "la mejor conservada, y aún menos conocida, de las obras de Johnson en Nueva York".
Algunos observadores describieron el diseño como si tuviera motivos de diseño de Asia Oriental. Architectural Forum describió el jardín como una característica de diseño "que podría haber atraído al filósofo Lao Tse". Según Russell Lynes, historiador del MoMA, es posible que el jardín se haya incluido para satisfacer el "gusto de los Rockefeller por las cosas japonesas". Aunque a John III no le había gustado el arte moderno, había fundado la Sociedad de Asia en 1956 (después de que se completó la casa de huéspedes Rockefeller) y acumuló 300 obras de arte asiático en su vida. Por el contrario, la casa fue descrita por Robert A. M. Stern como "claramente de inspiración clásica", pero refleja el estilo de Mies.